# Gérard Lebovici
Gérard Lebovici (* 25. August 1932 in Paris; † 5. März 1984 in Paris) war ein französischer Filmproduzent, Künstleragent und Verleger.

## Leben
Gérard Lebovici wurde am 25. August 1932 in Paris geboren. Er wuchs in einer Familie rumänisch-jüdischer Abstammung auf. Seine Mutter wurde 1942 nach Auschwitz deportiert und dort ermordet. Sein Vater starb 1952. – Im April 1971 heiratete er die Italienerin Floriana Chiampo, mit der er bis zu seinem Tod zusammenlebte.
Nachdem er das Baccalauréat bestanden hatte, nahm Lebovici drei Jahre lang Schauspielunterricht am Cours Simon. Als sein Vater starb, übernahm er zunächst dessen kleines Import-Unternehmen. Bald darauf entstand auf einen Ratschlag von Claude Berri, den er vom Cours Simon her kannte, die Idee, eine eigene Künstleragentur zu gründen. Eine Partnerin fand er in der Schauspielerin Michèle Meritz. Im Jahr 1960 eröffneten sie ihr erstes kleines Büro, und mit Philippe de Broca und Jean-Pierre Cassel konnten sie zwei bereits bekannte Namen zu ihren ersten Klienten zählen. In den 1960er Jahren wuchs ihr Unternehmen rasant – der Kundenstamm anderer aufgelöster oder Konkurs gegangener Agenturen wurde übernommen; andere Teilhaber, so z. B. Yves Montands Neffe Jean-Louis Livi, und Agenten, so z. B. François Truffauts Freund Serge Rousseau, kamen hinzu. 1970 erfolgte die Umbenennung der Agentur in „Artmedia“, und bald entwickelte sie sich zu Europas größter Künstleragentur.
Im Jahr 1982 übergab Lebovici die Leitung von „Artmedia“ an Jean-Louis Livi und gründete das Filmproduktions- und -verleihunternehmen „Acteurs Auteurs Associées“ (AAA).
Seit 1969 war Gérard Lebovici außerdem als Verleger tätig. Im Oktober 1969 gründete er gemeinsam mit seiner späteren Ehefrau Floriana Chiampo und zwei weiteren Teilhabern den Verlag „Champ libre“. Politisch ausgerichtet an der extremen, aber parteilich ungebundenen Linken, bestand das Verlagsprogramm vorwiegend aus aktueller sozialkritischer Literatur sowie auch aus Klassikern des Anarchismus, der Psychoanalyse und anderer Felder. Zu einem zentralen Autor des Verlages und bald auch Berater Lebovicis wurde, beginnend mit der 1971er Wiederveröffentlichung von dessen vier Jahre zuvor erschienenem Werk La Société du spectacle (Die Gesellschaft des Spektakels), der Filmemacher und Schriftsteller Guy Debord. Zwischen den beiden vermeintlich so ungleichen Männern – der eine: Leiter der kommerziell erfolgreichsten Künstleragentur, der andere: Kopf der Situationistischen Internationale – entwickelte sich eine enge Freundschaft. Lebovicis Anerkennung von Debords Schaffen ging so weit, dass er 1983 ein kleines Kino im Quartier Latin erwarb, das Studio Cujas, in dem fortan ausschließlich Debord-Filme gezeigt wurden.
Das letzte Filmprojekt, an dem Lebovici mitwirkte, dessen Fertigstellung er allerdings nicht mehr erleben sollte, war Alain Resnais’ L’Amour à mort (Liebe bis in den Tod), für den er als ausführender Produzent verantwortlich war. Obwohl er zum Zeitpunkt der Premiere nicht mehr am Leben war, hieß es im Vorspann: „Gérard Lebovici présente: ...“.

### Ermordung am 5. März 1984

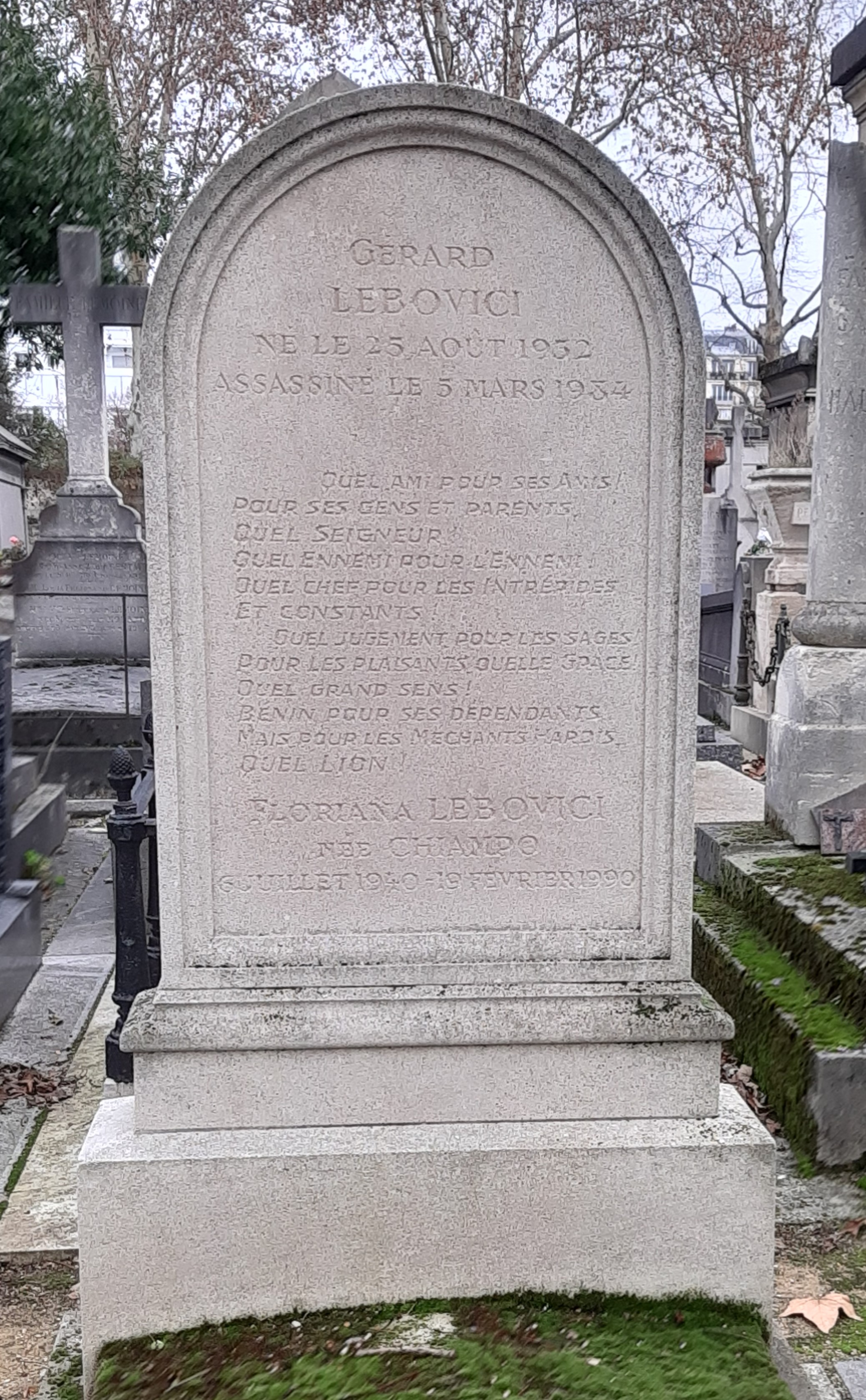
Grabstein von Gérard und Floriana Lebovici auf dem Cimetière du Montparnasse

In der Nacht auf den 7. März 1984 fand ein Mitarbeiter eines Wachdienstes in einer Tiefgarage an der Avenue Foch den Leichnam von Gérard Lebovici zusammengesunken hinter dem Steuerrad seines PKW. Er war mit vier Kugeln von hinten in den Nacken erschossen worden. Anhand eines bei Lebovici gefundenen Parktickets und anhand der Autopsie ließ sich schnell der ungefähre Todeszeitpunkt ermitteln: Er wurde ermordet am Abend des 5. März 1984. Dass eine Patronenhülse senkrecht auf der Heckscheibe des Autos platziert war, wurde dahingehend gedeutet, dass es sich um einen Auftragsmord gehandelt haben könnte.
Die polizeilichen Ermittlungen gingen in verschiedenste Richtungen und es kursierten unterschiedlichste Verdächtigungen. Eine dieser, wie sich erweisen sollte, haltlosen Verdächtigungen betraf Guy Debord – sie unterstellte, er wäre der Auftraggeber der Ermordung seines Mäzens gewesen. Debord reagierte ein Jahr später mit einer eigens dafür geschriebenen Publikation: Considérations sur l’assassinat de Gérard Lebovici (deutsch: Überlegungen zum Mord an Gérard Lebovici).
Eine andere Ermittlungsspur, die sich ebenfalls als ergebnislos erweisen sollte, brachte die Mordtat mit dem Umkreis des fünf Jahre zuvor von der Polizei erschossenen Jacques Mesrine in Verbindung. „Champ libre“ hatte Anfang 1984 Mesrines Autobiographie L'Instinct de mort (deutscher Titel: Der Todestrieb – Lebensbericht eines Staatsfeindes) mit einem Vorwort von Lebovici wiederveröffentlicht. Und Lebovici hatte in Kontakt mit Mesrines Tochter Sabrina gestanden; noch am Tag der Ermordung hatte jemand ihm gegenüber am Telefon behauptet, er rufe im Auftrag von Sabrina an. Beweise für einen tatsächlichen Zusammenhang dieser Anhaltspunkte mit dem Mord ergaben sich jedoch nicht.
Der oder die Mörder von Gérard Lebovici sind nie ermittelt worden.